# Masters of Hardcore
Masters of Hardcore (MoH) er et hollandsk pladeseskab, der betragtes som verdens førende inden for hardcore/gabber musik genren [kilde mangler]. 
Selskabet blev startet i 1996 i Zaandam, Holland, af den hollandsk/amerikanske DJ, Rob Gee. Siden hen har det tiltrukket mange hardcore og gabber interreserede mennesker.
Ved siden af pladeudgivelserne, arrangerer de også en række live events.
Disse bliver afholdt forskellige steder, men dog mest i Holland, Tyskland og Belgien.
Populariteten for MOH er steget ekstremt inde for få år.
Da der blev afholdt et event i februar 2008, Holland, var puplikumstallet over adskillige tusinde. 

## Artister
- Akira
- Angerfist
- Art of Fighters
- Base Alert
- Bass D - King Matthew
- Bike
- Bountyhunter
- Div cee
- Catscan
- Chosen Few
- DJ Gizmo
- DJ Korsakoff
- Day-mar
- DJ Nosferatu
- DJ Outblast
- Promo
- Paul (DJ Paul Elstak)
- Endymion
- Endonyx
- Ophidian
- Noizefucker
- Noize Suppressor
- Neophyte
- Predator
- Stunned Guys
- Tommyknocker
- Rotterdam Terror Corps

| Musik | Spire Denne musikartikel er en spire som bør udbygges. Du er velkommen til at hjælpe Wikipedia ved at udvide den. |